# Monete euro spagnole
     Zona euro
     UE appartenenti agli AEC II
     UE appartenenti agli AEC II con deroga
     UE non appartenenti agli AEC II
     Non UE che usano bilateralmente l'euro
     Non UE che usano unilateralmente l'euro
Le monete euro spagnole mostrano tre differenti soggetti per ognuna delle tre serie di monete. 
Le monete da 1, 2 e 5 centesimi sono state disegnate da Garcilaso Rollán e rappresentano la cattedrale di Santiago de Compostela; 
le monete da 10, 20 e 50 centesimi sono state disegnate da Begoña Castellanos e raffigurano il volto di Miguel de Cervantes; 
le monete da 1 e 2 euro mostrano, per la prima serie, l'effigie del re Juan Carlos I di Spagna e sono state disegnate da Luis José Diaz, mentre per la seconda serie mostrano l'effigie del re Filippo VI di Spagna. Tutti i tagli presentano le 12 stelle e l'anno di conio.

## Faccia nazionale
In Spagna le monete in euro sono state introdotte nel 2002. Tuttavia la prima serie di monete fu coniata a partire dal 1999 e quindi le prime monete in euro della Spagna recano gli anni 1999, 2000 e 2001 invece del 2002.

### 1ª serie – Re Juan Carlos I (1999-2009)
| € 0,01                                              | € 0,02                        | € 0,05                                                                                                 |
| --------------------------------------------------- | ----------------------------- | --- |
|                                                     |                               | |
| Facciata della cattedrale di Santiago de Compostela |                               | |
| € 0,10                                              | € 0,20                        | € 0,50                                                                                                 |
|                                                     |                               | |
| Ritratto dello scrittore Miguel de Cervantes        |                               | |
| € 1,00                                              | € 2,00                        | Bordo 2 euro                                                                                           |
|                                                     |                               | |
| Ritratto del re Juan Carlos I                       | Ritratto del re Juan Carlos I | La sequenza "2**" ripetuta sei volte e alternativamente capovolta, dove "*" è sostituito da una stella |

#### Restyling (2010-2014)
La Commissione della Comunità europea ha emesso una raccomandazione in data 19 dicembre 2008, una linea guida comune per le facce nazionali e l'emissione di monete in euro destinate alla circolazione. Una sezione di questa raccomandazione prevede che:
Articolo 4. Design delle facce nazionali:
"Il disegno che compare sulla faccia nazionale delle monete in euro destinate alla circolazione deve essere completamente circondato dalle 12 stelle dell’Unione europea, e deve riportare l’anno di conio e l’indicazione del nome dello Stato membro emittente. Le stelle dell’Unione europea devono essere uguali a quelle che figurano sulla bandiera europea."
Nel 2010 è stata allora leggermente modificata la serie di monete in circolazione, per conformarsi alle nuove linee guida. La serie precedente mantiene validità di corso.
La modifica consiste nell'eliminazione, sulla circonferenza esterna, di quel settore in rilievo con le stelle in negativo (e, per 1€ e 2€, dell'analogo settore nella parte interna, in cui è scritto ESPAÑA).
| € 0,01                                              | € 0,02                        | € 0,05                                                                                                 |
| --------------------------------------------------- | ----------------------------- | --- |
|                                                     |                               | |
| Facciata della cattedrale di Santiago de Compostela |                               | |
| € 0,10                                              | € 0,20                        | € 0,50                                                                                                 |
|                                                     |                               | |
| Ritratto dello scrittore Miguel de Cervantes        |                               | |
| € 1,00                                              | € 2,00                        | Bordo 2 euro                                                                                           |
|                                                     |                               | |
| Ritratto del re Juan Carlos I                       | Ritratto del re Juan Carlos I | La sequenza "2**" ripetuta sei volte e alternativamente capovolta, dove "*" è sostituito da una stella |

### 2ª serie – Re Filippo VI (dal 2015)
Nel mese di novembre 2014 le monete da 1 e 2 euro sono state rinnovate in seguito all'abdicazione del re Juan Carlos I e alla successiva salita al trono del figlio Filippo VI. Le monete di valore minore sono rimaste invariate rispetto alla serie 2010-2014.
| € 0,01                                              | € 0,02                     | € 0,05                                                                                                 |
| --------------------------------------------------- | -------------------------- | --- |
|                                                     |                            | |
| Facciata della cattedrale di Santiago de Compostela |                            | |
| € 0,10                                              | € 0,20                     | € 0,50                                                                                                 |
|                                                     |                            | |
| Ritratto dello scrittore Miguel de Cervantes        |                            | |
| € 1,00                                              | € 2,00                     | Bordo 2 euro                                                                                           |
|                                                     |                            | |
| Ritratto del re Filippo VI                          | Ritratto del re Filippo VI | La sequenza "2**" ripetuta sei volte e alternativamente capovolta, dove "*" è sostituito da una stella |

## Quantità monete coniate
| Monetazione Re Juan Carlos I                                                        | Monetazione Re Juan Carlos I | Monetazione Re Juan Carlos I | Monetazione Re Juan Carlos I  | Monetazione Re Juan Carlos I | Monetazione Re Juan Carlos I | Monetazione Re Juan Carlos I | Monetazione Re Juan Carlos I | Monetazione Re Juan Carlos I | Monetazione Re Juan Carlos I | Monetazione Re Juan Carlos I | Monetazione Re Juan Carlos I |
|                                                                                     | Divisionali FDC              | Divisionali FS               | Divisionali FDC Commemorative | € 0,01                       | € 0,02                       | € 0,05                       | € 0,10                       | € 0,20                       | € 0,50                       | € 1,00                       | € 2,00                       |
| Totali                                                                              | Totali                       | Totali                       | Totali                        | Totali                       | Totali                       | Totali                       | Totali                       |                              |                              |                              |                              |
| ----------------------------------------------------------------------------------- | ---------------------------- | ---------------------------- | ----------------------------- | ---------------------------- | ---------------------------- | ---------------------------- | ---------------------------- | ---------------------------- | ---------------------------- | ---------------------------- | ---------------------------- |
| 1999                                                                                | 49.030                       | 0                            | 0                             | 722.000.000                  | 291.600.000                  | 483.500.000                  | 588.000.000                  | 761.400.000                  | 371.000.000                  | 100.200.000                  | 60.500.000                   |
| 2000                                                                                | 49.600                       | 0                            | 0                             | 81.100.000                   | 711.700.000                  | 399.900.000                  | 242.300.000                  | 30.200.000                   | 519.700.000                  | 89.100.000                   | 89.100.000                   |
| 2001                                                                                | 49.426                       | 0                            | 0                             | 132.100.000                  | 462.700.000                  | 216.000.000                  | 161.700.000                  | 146.500.000                  | 350.900.000                  | 259.300.000                  | 140.100.000                  |
| 2002                                                                                | 99.301                       | 23.000                       | 0                             | 141.200.000                  | 4.200.000                    | 8.300.000                    | 113.200.000                  | 91.600.000                   | 9.900.000                    | 335.600.000                  | 163.000.000                  |
| 2003                                                                                | 149.306                      | 8.904                        | 15.100                        | 670.500.000                  | 31.600.000                   | 327.600.000                  | 292.500.000                  | 4.100.000                    | 6.000.000                    | 297.400.000                  | 45.500.000                   |
| 2004                                                                                | 43.000                       | 0                            | 0                             | 206.700.000                  | 206.600.000                  | 258.700.000                  | 121.900.000                  | 3.900.000                    | 4.400.000                    | 98.700.000                   | 4.100.000                    |
| 2005                                                                                | 49.923                       | 3.000                        | 0                             | 444.200.000                  | 275.100.000                  | 411.400.000                  | 321.400.000                  | 4.000.000                    | 3.900.000                    | 77.800.000                   | 4.000.000                    |
| 2006                                                                                | 24.998                       | 0                            | 0                             | 383.900.000                  | 262.000.000                  | 143.200.000                  | 91.800.000                   | 104.900.000                  | 4.000.000                    | 101.600.000                  | 4.000.000                    |
| 2007                                                                                | 39.766                       | 1.800                        | 0                             | 384.300.000                  | 185.500.000                  | 247.200.000                  | 132.700.000                  | 46.400.000                   | 4.000.000                    | 150.600.000                  | 4.000.000                    |
| 2008                                                                                | 0                            | 2.000                        | 41.060                        | 374.700.000                  | 192.400.000                  | 239.200.000                  | 142.400.000                  | 102.300.000                  | 4.000.000                    | 154.500.000                  | 19.500.000                   |
| 2009                                                                                | 30.000                       | 2.500                        | 40.000                        | 131.500.000                  | 169.100.000                  | 227.800.000                  | 151.400.000                  | 77.500.000                   | 4.000.000                    | 60.600.000                   | 17.500.000                   |
| 2010                                                                                | 25.000                       | 3.000                        | 42.000                        | 227.400.000                  | 153.200.000                  | 203.200.000                  | 105.000.000                  | 4.000.000                    | 4.000.000                    | 40.100.000                   | 4.000.000                    |
| 2011                                                                                | 15.000                       | 1.800                        | 43.000                        | 339.300.000                  | 96.600.000                   | 97.200.000                   | 4.500.000                    | 4.000.000                    | 4.100.000                    | 100.500.000                  | 4.000.000                    |
| 2012                                                                                | 13.500                       | 2.300                        | 13.000                        | 400.600.000                  | 99.600.000                   | 49.800.000                   | 3.700.000                    | 26.200.000                   | 4.000.000                    | 3.400.000                    | 4.000.000                    |
| 2013                                                                                | 11.500                       | 1.300                        | 43.000                        | 297.500.000                  | 200.600.000                  | 9.800.000                    | 3.300.000                    | 4.000.000                    | 4.000.000                    | 4.000.000                    | 4.000.000                    |
| 2014                                                                                | 12.000                       | 1.463                        | 42.000                        | 65.000.000                   | 19.400.000                   | 119.900.000                  | 80.100.000                   | 29.600.000                   | 3.800.000                    | 15.300.000                   | 3.600.000                    |
| Monetazione Re Filippo VI                                                           |                              |                              |                               |                              |                              |                              |                              |                              |                              |                              |                              |
|                                                                                     | Divisionali FDC              | Divisionali FS               | Divisionali FDC Commemorative | € 0,01                       | € 0,02                       | € 0,05                       | € 0,10                       | € 0,20                       | € 0,50                       | € 1,00                       | € 2,00                       |
| Totali                                                                              | Divisionali FDC              | Divisionali FS               | Divisionali FDC Commemorative |                              |                              |                              |                              |                              |                              |                              |                              |
| 2015                                                                                | 19.225                       | 1.700                        | 42.500                        | 476.800.000                  | 162.800.000                  | 55.300.000                   | 4.000.000                    | 4.100.000                    | 4.100.000                    | 4.300.000                    | 3.900.000                    |
| 2016                                                                                | 9.648                        | 1.040                        | 62.000                        | 437.900.000                  | 230.100.000                  | 310.200.000                  | 77.200.000                   | 79.100.000                   | 72.800.000                   | 111.100.000                  | 4.700.000                    |
| 2017                                                                                | 8.300                        | 1.020                        | 2.000                         | 519.600.000                  | 311.800.000                  | 249.800.000                  | 134.600.000                  | 112.500.000                  | 19.000.000                   | 122.700.000                  | 500.000                      |
| 2018                                                                                | 12.600                       | 2.000                        | 2.000                         | 317.900.000                  | 233.100.000                  | 222.000.000                  | 71.100.000                   | 119.500.000                  | 19.500.000                   | 107.200.000                  | 300.000                      |
| 2019                                                                                | 15.000                       | 1.500                        | 2.000                         | 324.900.000                  | 210.200.000                  | 236.200.000                  | 56.000.000                   | 137.000.000                  | 68.000.000                   | 122.000.000                  | 500.000                      |
| 2020                                                                                | 8.500                        | 1.000                        | 2.000                         | 205.000.000                  | 244.400.000                  | 221.800.000                  | 47.100.000                   | 52.100.000                   | 20.900.000                   | 100.900.000                  | 4.300.000                    |
| 2021                                                                                | 8.681                        | 967                          | 0                             | 96.800.000                   | 78.500.000                   | 94.900.000                   | 29.100.000                   | 26.100.000                   | 10.700.000                   | 26.400.000                   | 3.800.000                    |
| 2022                                                                                | 5.390                        | 1.400                        | 0                             | 152.000.000                  | 108.900.000                  | 94.300.000                   | 10.800.000                   | 17.500.000                   | 3.900.000                    | 3.000.000                    | 1.000.000                    |
| 2023                                                                                | 6.774                        | 975                          | 0                             | 77.700.000                   | 178.800.000                  | 137.000.000                  | 114.100.000                  | 60.800.000                   | 19.600.000                   | 118.400.000                  | 1.000.000                    |
| 2024                                                                                | 10.000                       | 1.500                        | 2.000                         | 235.400.000                  | 117.900.000                  | 93.800.000                   | 70.700.000                   | 74.000.000                   | 44.400.000                   | 155.100.000                  | 900.000                      |
| / = non emessa, ? = finora sconosciuto, * = emessa solo nelle divisionali ufficiali |                              |                              |                               |                              |                              |                              |                              |                              |                              |                              |                              |

## 2 euro commemorativi
| Immagine | Anno | Tema                                                                                 | Tiratura  | Emissione        | Incisori                  |
| -------- | ---- | ------------------------------------------------------------------------------------ | --------- | ---------------- | ------------------------- |
|          | 2005 | 400º anniversario del romanzo Don Chisciotte di Miguel de Cervantes                  | 8.000.000 | 30 giugno 2005   | Begoña Castellanos García |
|          | 2007 | 50º anniversario della firma dei Trattati di Roma (emissione comune)                 | 8.000.000 | 25 marzo 2007    | Helmut Andexlinger        |
|          | 2009 | 10º anniversario dell'UEM (emissione comune)                                         | 8.000.000 | 2 marzo 2009     | Georgios Stamatopoulos    |
|          | 2012 | 10º anniversario della circolazione di banconote e monete in euro (emissione comune) | 4.000.000 | 2 gennaio 2012   | Helmut Andexlinger        |
|          | 2014 | Proclamazione di Re Filippo VI                                                       | 8.100.000 | 15 dicembre 2014 | Alfonso Morales Muñoz     |
|          | 2015 | 30º anniversario della Bandiera europea (emissione comune)                           | 4.300.000 | 27 novembre 2015 | Georgios Stamatopoulos    |
|          | 2018 | 50º compleanno del re Filippo VI                                                     | 400.000   | 7 febbraio 2018  | Alfonso Morales Muñoz     |
|          | 2022 | Juan Sebastián Elcano - 500º anniversario del primo giro del mondo                   | 1.000.000 | 23 marzo 2022    | Alfonso Morales Muñoz     |
|          | 2022 | 35º anniversario dell'istituzione del Progetto Erasmus (emissione comune)            | 1.000.000 | 1º luglio 2022   | Joaquin Jimenez           |
|          | 2023 | Presidenza Spagnola del Consiglio dell'Unione Europea                                | 1.500.000 | 3 luglio 2023    | Alfonso Morales Muñoz     |
|          | 2024 | 200º anniversario della Polizia nazionale                                            | 1.500.000 | 12 marzo 2024    | Alfonso Morales Muñoz     |

### Serie

#### Patrimoni dell'umanità UNESCO
Nel 2010 la Spagna ha iniziato la serie commemorativa dedicata ai suoi Patrimoni dell'umanità riconosciuti dall'UNESCO. Con 49 siti ufficialmente riconosciuti, la serie potrebbe durare almeno fino al 2058. L'ordine in cui uno specifico sito è rappresentato sulla moneta coincide con l'anno di iscrizione del sito nella lista dei Patrimoni dell'umanità UNESCO. Le monete già emesse sono:
| Immagine | Anno | №  | Tema                                                              | Tiratura  | Emissione        | Incisori              |
| -------- | ---- | -- | ----------------------------------------------------------------- | --------- | ---------------- | --------------------- |
|          | 2010 | 1  | Grande moschea di Cordova                                         | 4.000.000 | 3 marzo 2010     | Alfonso Morales Muñoz |
|          | 2011 | 2  | Alhambra, Generalife e Albayzín, Granada                          | 4.000.000 | 21 febbraio 2011 | Alfonso Morales Muñoz |
|          | 2012 | 3  | Cattedrale di Burgos                                              | 4.000.000 | 3 febbraio 2012  | Alfonso Morales Muñoz |
|          | 2013 | 4  | Monastero dell'Escorial, Madrid                                   | 4.000.000 | 2 marzo 2013     | Alfonso Morales Muñoz |
|          | 2014 | 5  | Parco Güell, Barcellona                                           | 4.000.000 | 17 marzo 2014    | Alfonso Morales Muñoz |
|          | 2015 | 6  | Grotta di Altamira e arte paleolitica nella Spagna settentrionale | 4.200.000 | 2 febbraio 2015  | Alfonso Morales Muñoz |
|          | 2016 | 7  | Città vecchia di Segovia e il suo acquedotto                      | 3.400.000 | 29 febbraio 2016 | Alfonso Morales Muñoz |
|          | 2017 | 8  | Chiesa di Santa Maria del Naranco a Oviedo                        | 500.000   | 6 febbraio 2017  | Alfonso Morales Muñoz |
|          | 2018 | 9  | Città di Santiago di Compostela                                   | 300.000   | 7 febbraio 2018  | Alfonso Morales Muñoz |
|          | 2019 | 10 | Mura di Avila                                                     | 500.000   | 20 febbraio 2019 | Alfonso Morales Muñoz |
|          | 2020 | 11 | Architettura mudéjar d'Aragona                                    | 4.000.000 | 10 giugno 2020   | Alfonso Morales Muñoz |
|          | 2021 | 12 | Città storica di Toledo                                           | 4.000.000 | 10 marzo 2021    | Alfonso Morales Muñoz |
|          | 2022 | 13 | Parco nazionale di Garajonay                                      | 1.000.000 | 23 marzo 2022    | Alfonso Morales Muñoz |
|          | 2023 | 14 | Città vecchia di Cáceres                                          | 1.500.000 | 28 marzo 2023    | Alfonso Morales Muñoz |
|          | 2024 | 15 | Cattedrale, Alcázar e Archivio Generale delle Indie di Siviglia   | 1.500.000 | 12 marzo 2024    | Rita Margardia        |
|          | 2025 | 16 | Città vecchia di Salamanca                                        | 2.000.000 | 10 marzo 2025    | Martin Klahre         |